# Hemicrambe socotrana
Hemicrambe socotrana es una especie de planta fanerógama de la familia Brassicaceae. Es la única especie del género Hemicrambe. Solo se encuentra en "una cresta inhóspita y azotada por el viento en el extremo occidental de Socotra", Yemen. Se clasifica como una especie en peligro de extinción en la Lista Roja de la UICN. 

## Descripción
Hemicrambe está estrechamente relacionado con Nesocrambe un género con una distribución notablemente disjunta; con una especie, H. fruticulosa en Socotra y una segunda H. fruticosa, en Marruecos. N. socotrana, con sus flores amarillas y hojas disecadas, es quizás el más comparable a la de Marruecos H. fruticulosa. Sin embargo, los frutos de tanto H. fruticosa y H. fruticulosa son bastante diferentes de las de N. socotrana : el segmento superior es aplanado y contiene 1-4 semillas, mientras que el segmento inferior es estéril, pero tiene válvas vestigiales dehiscentes. Sobre la base de esta diferencia, N. socotrana fue descrito como un nuevo género monotípico Nesocrambe (Miller et al . 2002). Ha habido una propuesta de transferencia esta especie al género Hemicrambe (Al-Shehbaz 2004), que ha sido aceptado. Es asombroso que esta notable planta aparentemente haya sobrevivido sólo en un pequeño refugio en el extremo oeste de Socotra.

## Ecología
Es una especie rara que se encuentra en una colina azotada por el viento en el extremo occidental de Socotra; a la sombra en las grietas relativamente húmedas y cárcavas en los acantilados y pináculos de piedra caliza y pináculos a una altitud de 400 a 550 m. El extremo oeste de Soqotra es generalmente seco (como lo demuestra la escasa vegetación), sin embargo, H. socotrana se produce en pináculos de piedra caliza y acantilados en los puntos más altos de la cordillera en Heger (entre Riy di Isfer y Riy do Sherubrub). Esta nube trampas del canto y la precipitación limitada desde el suroeste (verano) y noreste (invierno) monzones y crear una pequeña área de condiciones relativamente húmedas en esta región desértica de otro modo. 

## Taxonomía
Hemicrambe socotrana fue descrita por (A.G.Mill.) Al-Shehbaz y publicado en Novon 14(2): 156. 2004.
Sinonimia
- Nesocrambe socotrana A.G. Mill.[4]